# Людмил Кирков
Людмил Димитров Кирков (Кирето) е български кинорежисьор и киноактьор.

## Биография
Завършва театрална режисура при проф. Боян Дановски във ВИТИЗ „Кръстьо Сарафов“ (1955). Специализира кинорежисура в Москва (1959).

## Филмография
Под негова режисура
- Последният рунд (1961)
- Краят на една ваканция (1965)
- Произшествия на сляпата улица (тв сериал) (1967)
- Шведските крале (1968)
- Армандо (1969)
- Не се обръщай назад (1971)
- Момчето си отива (1972)
- Селянинът с колелото (1974)
- Произшествия на сляпата улица (тв сериал) (1974)
- Не си отивай! (1976)
- Матриархат (1977)
- Кратко слънце (1979)
- Оркестър без име (1982)
- Равновесие (1983)
- Не знам, не чух, не видях (1984)
- Петък вечер (1987)

С актьорското му участие
- Матриархат (1977)
- Не знам, не чух, не видях (1984) – човек в супермаркета
- Петък вечер (1987)

## Признание
Монументален паметник-чешма в памет на Людмил Кирков е открит през 2019 г. в родния му град. Средствата за изграждането му са от дарения и благотворителни изяви във Враца, а цялостното архитектурно решение е на скулптора Милен Каменов.